# プログラム細胞死
プログラム細胞死（プログラムさいぼうし、英: Programmed cell death, PCD）は多細胞生物における不要な細胞の計画的（予定・プログラムされた）自殺である。組織傷害などで細胞死を起こす壊死と異なり、一般にはPCDは生物の生命に利益をもたらす調節されたプロセスである。PCDは植物、動物、一部の原生生物で正常な組織形成や病原体などによる異常への対処として働く。

## 分類
プログラム細胞死は、細胞死を起こしたときの形態学上の違いから次の3つのタイプに分類されている：
タイプ1細胞死
アポトーシスによるもの。クロマチンが凝縮（核濃縮）して細胞核が断片化する（核崩壊）という形態上の特徴を示す。動物におけるPCDの重要な一形式である。
タイプ2細胞死
オートファジーを伴う細胞死である。細胞質内にオートファゴソームと呼ばれる小胞が形成されるという形態上の特徴を示す。細胞核の萎縮が見られるが、断片化はあまり見られない。
タイプ3細胞死
ネクローシス型のプログラム細胞死でネクロトーシス（またはネクロプトーシス） と呼ばれる。細胞内小器官や細胞質膜の膨化を形態上の特徴とする。
タイプ3細胞死を、リソソームに依存するかどうかの違いによって3Aと3Bに分類することもある（Clarkeによる1990年の分類）
植物のPCDはオートファジー性細胞死に近いが、植物と原生生物で保存されているPCDの共通特徴もある。
PCDの概念は1964年（「アポトーシス」の語ができる8年前）昆虫の組織発達に関して用いられた。PCDはアポトーシスより一般的な広い概念として用いられた。植物でも「アポトーシス」の語を使うことがあるが、これは正確でない。

## 植物のPCD
維管束植物ではPCDは発達と形態維持において重要な役割を担っている。木部（導管）は細胞壁の肥厚とPCDによって形成される。
植物のPCDは動物と共通した点（たとえばDNAの断片化）もあるが、導管形成では液胞の崩壊が核の分解の引金となるという点は特殊である。一方ヒマワリの細胞質雄性不稔ミトコンドリアで、動物と同様に重要な役割を担うことが示唆されている。
また植物ではウイルスなどの病原体を封じ込める過程として「過敏感細胞死」がよく知られている。これも液胞の崩壊によって惹き起こされるが、最近、反応の中心となる液胞のプロテアーゼ（動物のカスパーゼ類似の活性をもつが機能は異なると考えられる）が同定された。
花粉のPCDと自家不和合性
自家不和合性は自分自身の花粉で受精できない現象である。ヒナゲシの自家不和合性で雌蕊のタンパク質が自己の花粉に花粉管生長の阻害とPCDを起こさせることが示された。

## 細胞性粘菌におけるPCD
細胞性粘菌（原生生物）のDictyostelium discoideum は、はじめはバクテリアを捕食する単細胞アメーバ状だが、餌が少なくなると合体してナメクジ状の偽変形体になる。これはさらに茎を形成しその上に子実体を形成して胞子を作る。茎は一種のPCDを経て死んだ細胞からなるが、このPCDはオートファジー性細胞死の性質（小胞の形成、クロマチンの凝縮）を有する。ただしDNAの断片化は起こらない。これは植物のPCDに似ている。

## 引用文献
1. ↑  Schwartz, L.M., S.W. Smith, M.E. Jones, and B.A. Osborne(1993). "Do all programmed cell deaths occur via apoptosis?" PNAS 90(3): 980-984.
2. ↑  Bursch W, Ellinger A, Gerner C, Fröhwein U, Schulte-Hermann R.(2000). "Programmed cell death (PCD). Apoptosis, autophagic PCD, or others?" Ann N Y Acad Sci 926:1-12.
3. ↑  Ito, J. and H. Fukuda(2002). "ZEN1 is a key enzyme in the degradation of nuclear DNA during programmed cell death of tracheary elements" Plant Cell 14: 3201-3211.
4. ↑  Balk, J. and C.J. Leaver(2001). "The PET1-CMS mitochondrial mutation in sunflower is associated with premature programmed cell death and cytochrome c release" Plant Cell 13: 1803-1818.
5. ↑  Hatsugai N, Kuroyanagi M, Yamada K, Meshi T, Tsuda S, Kondo M, Nishimura M, Hara-Nishimura I.(2004) "A plant vacuolar protease, VPE, mediates virus-induced hypersensitive cell death. Science 305: 855-858.
6. ↑  Thomas, S.G., and V.E. Franklin-Tong(2004). "Self-incompatibility triggers programmed cell death in Papaver pollen." Nature 429: 305-309.
7. ↑  Levraud, J.P. et al.(2003) "Dictyostelium cell death : early emergence and demise of highly polarized paddle cells" Journal of Cell Biology 160(7): 1105-1114.